# Jan Fryderyk Endersch

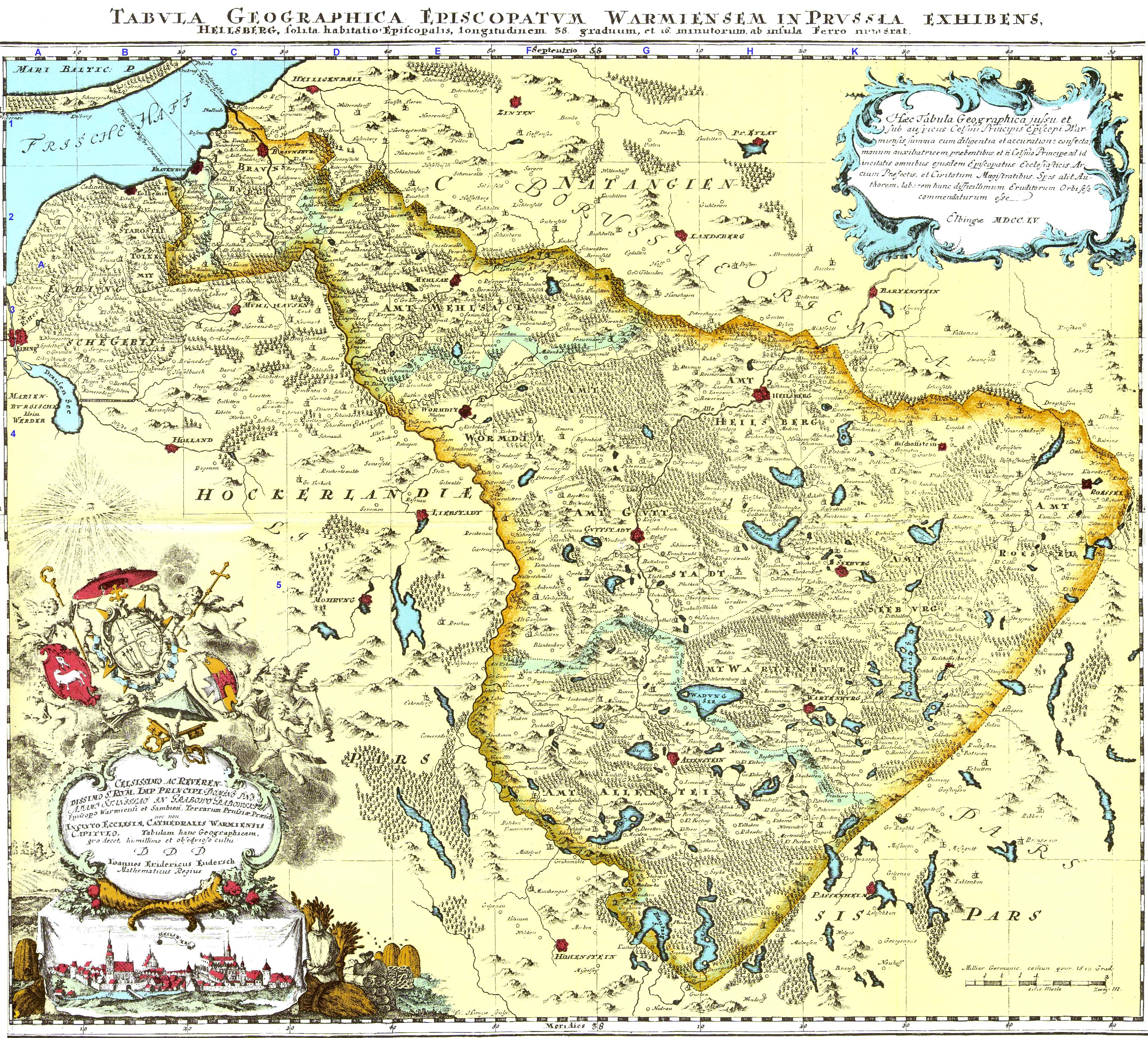
Mapa Świętej Warmii wykonana w 1755 przez Jana Enderscha

Jan Fryderyk Endersch, Johann Friedrich Endersch, używał też nazwiska Enders (ur. 25 października 1705 w Dörnfeld an der Heide w Turyngii, zm. 28 marca 1769 w Elblągu) – niemiecki cyrulik, kartograf, miedziorytnik i matematyk.
Ojcem jego był pastor Johann Georg, będący proboszczem w Königsee. W tym mieście Jan Fryderyk zaczął się kształcić na cyrulika, naukę kontynuował od 1728 jako czeladnik po przeprowadzce do Elbląga, w którym to mieście mieszkał do końca życia, pracując w zawodzie. Po otrzymaniu obywatelstwa Elbląga w 1732 i zaślubieniu w tymże roku Barbary z d. Borckmann, zajął się piwowarstwem. Jednocześnie zajął się miedziorytnictwem, wykonując szereg rycin przedstawiających różne budowle Elbląga, a także podjął prace kartograficzne wykonując mapy i plany różnych rejonów Prusach Królewskich i regionów przyległych, w tym  plan Nogatu pod Elblągiem (1737), mapę Żuław Wiślanych (1753) oraz Warmii ("Tabula Geographica Episcopatum Warmiensem in Prussia Exhibens", 1755), wykonaną z pomocą kanonika dobromiejskiego ks. Józefa Tuławskiego na zlecenie biskupa Adama Stanisława Grabowskiego). Ponadto brał udział w opracowaniu pierwszego atlasu ziem polskich Carte de Pologne... (1772) – wydanego przez Rizzi Zannoniego.
Sukcesy odniósł też jako matematyk i mechanik. Wykonywał globusy; dwa z nich (Nieba i Ziemi) ofiarował królowi Augustowi III. Otrzymał za to w roku 1750 patent i tytuł matematyka królewskiego (łac. mathematicus regius). Interesował się teorią heliocentryczną Mikołaja Kopernika. Opracował model układu słonecznego według tej teorii.
Miał czworo dzieci z drugą  żoną, Marią Dorotheą z d. Kraffert. 